# Sphaeromopsis minutus
Sphaeromopsis minutus är en kräftdjursart som beskrevs av Javed och Yousuf 1995. Sphaeromopsis minutus ingår i släktet Sphaeromopsis och familjen klotkräftor. Inga underarter finns listade i Catalogue of Life.